# Икей (река)
Икей — река в Иркутской области России.
Длина — 148 км, площадь водосборного бассейна — 2890 км².
Берёт начало в Восточном Саяне. Протекает в северо-восточном направлении по территории Нижнеудинского и Тулунского районов. Впадает в реку Ию в 247 км от её устья по левому берегу. Основной приток — река Ёда. На левом берегу расположено село Икей.
Ширина реки в нижнем течении — 58 м, глубина — 1,3 м, дно твёрдое, скорость течения — 0,5 м/с. По данным наблюдений с 1952 по 1980 год среднегодовой расход воды в 18 км от устья составляет 15,93 м³/с, максимальный расход приходится на июль, минимальный — на март.
| Средний расход воды (м³/с) реки Икей по месяцам с 1952 по 1980 гг. (замеры производились на гидрологическом посту в 18 км от устья) |

## Данные водного реестра
По данным государственного водного реестра России и геоинформационной системы водохозяйственного районирования территории РФ, подготовленной Федеральным агентством водных ресурсов:
- Бассейновый округ — Ангаро-Байкальский
- Речной бассейн — Ангара
- Речной подбассейн — Ангара до створа гидроузла Братского водохранилища
- Водохозяйственный участок — Ия